# Reophax
Reophax, en ocasiones erróneamente denominado Arreophaxum, Rheophax y Reophagus, es un género de foraminífero bentónico de la subfamilia Reophacinae, de la familia Hormosinidae, de la superfamilia Hormosinoidea, del suborden Hormosinina y del orden Lituolida. Su especie tipo es Reophax scorpiurus. Su rango cronoestratigráfico abarca desde el Ordovícico medio hasta la Actualidad.

## Discusión
Clasificaciones previas incluían Reophax en la familia Hormosinidae y en el suborden Textulariina del orden Textulariida o en el orden Lituolida sin diferenciar el suborden Hormosinina.

## Clasificación
Se han descrito numerosas especies de Reophax. Entre las especies más interesantes o más conocidas destacan:
- Reophax horrida
- Reophax scorpiurus
- Reophax regularis

Un listado completo de las especies descritas en el género Reophax puede verse en el siguiente anexo.